# Bovi clitellas imponere
Bovi clitellas imponere è una locuzione latina che significa letteralmente in italiano "Mettere i basti al bue".

## Uso
Il bastus (clitellae), in italiano basto, era un attrezzo utilizzato per trasportare carichi, solitamente posizionato sul dorso di animali da soma come cavalli o muli. La frase fa riferimento all'idea di assegnare inutilmente un compito o un peso inadeguato alla natura o alle capacità di chi deve sostenerlo.

## Valore traslato
L'espressione viene usata per indicare situazioni in cui si impone a qualcuno un lavoro o una responsabilità inadeguata alle sue abilità o alla sua condizione.